# Harald Hauber

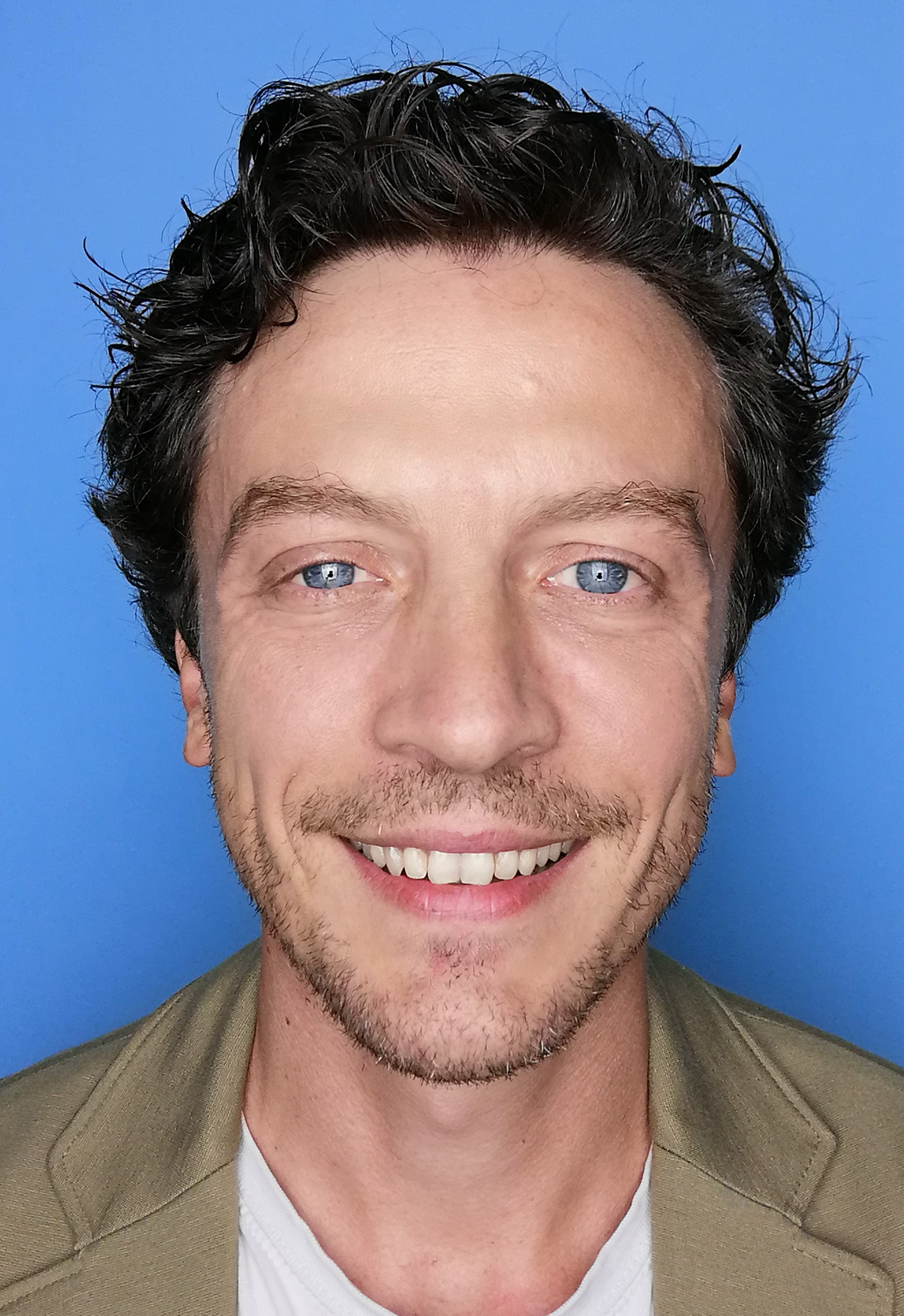
September 2023 / Wiesengrundstudio

Harald Hauber (* 8. Oktober 1982 in Böblingen) ist ein deutscher Schauspieler.

## Leben
Hauber studierte von 2007 bis 2011 an der Theaterakademie Köln Schauspiel. Am 8. Oktober 2011 feierte er seine Fernsehpremiere in der Actionserie Alarm für Cobra 11 mit der Episodenrolle Rico unter der Regie von Heinz Dietz. 2011 gab er zusammen mit Celina Rongen in der Hauptrolle des Harald in Traumfrau, verzweifelt gesucht seine Theaterpremiere im Theater am Sachsenring in Köln. Im Jahr 2013 spielte er am Schauspiel Köln unter der Regie von Christina Paulhofer in Judith die Rolle des Daniel.
2018 kehrte er am Stratmanns Theater in Essen in der Rolle des Dirk Feda in Das Wars zurück auf die Bühne. Regie führte Nadeem Ahmed.
Von 2019 bis 2023 spielte er an den Kammerspielen Wiesbaden in dem 2-Personen Stück Die Tanzstunde von Mark St.Germain die Hauptrolle des Ever Montgomery.
An der Komödie im Marquardt in Stuttgart gab er im Dezember 2023 sein Debüt in der schwäbischen Komödie "No Net Hudla", als er für mehrere Vorstellungen die Hauptrolle des Didi übernahm. Regie: Axel Preuss.
2023/24 spielte er unter der Regie von Andreas Kröneck in dem Kinospielfilm Raub Ihren Atem (Steal Her Breath) die Rolle des Kommissar Joachim „Joggl“ Morlock.
In Biedermann und die Brandstifter im Alten Schauspielhaus Stuttgart spielte ab 2024 er neben Peter Bause die Rollen des Dr. Phil, des Knechtlings und war Teil des Chores.
2024/25 sprang er erneut kurzfristig bei der Produktion "Ein Mann mit Charakter" in der Komödie im Marquardt ein und übernahm für die letzten sechs Vorstellungen die Hauptrolle des Andreas Hinzpeter.

## Filmografie (Auswahl)
- 2008: Bes (Kurzspielfilm)
- 2008: Jesus Mi Amor (Kurzspielfilm)
- 2009: Alarm für Cobra 11 – Der verlorene Sohn (TV-Serie)
- 2009: Dichter (Kurzfilm)
- 2010: Countdown – Sniper (TV-Serie)
- 2010: Endland (Langspielfilm)
- 2011: Blind (Kurzspielfilm)
- 2013: Ich, Siegfried (Kurzspielfilm)
- 2018: SOKO Köln – Der Tote im Tank[3] (TV-Serie)
- 2020: Handbook for a privileged European Woman[4] (Kurzspielfilm)
- 2020: Never Again[5] – Kurzspielfilm
- 2021: Homeshopper's Paradise[6] (Spielfilm)
- 2022: Das Licht in einem dunklen Haus[7] (Fernsehfilm / Reihe)
- 2023: Frame by Frame[8] (Kurzfilm)
- 2023: Nicht ohne uns 14 %[9] (Kurzfilm)
- 2024: Raub Ihren Atem[10] (Steal Her Breath) (Spielfilm)

## Theaterstücke
- 2007–2010: Roomservice (Theatrale Erlebnisräume / Köln)[11]
- 2010: „Der Alptraum vom Glück“ (ARTheater Köln)
- 2011/12: „Die 39 Stufen“ (Kammerspielchen Wuppertal & Solingen)
- 2011/12: „Traumfrau verzweifelt gesucht“ (Theater am Sachsenring / Köln)
- 2011: „Faustrecht“ (Bühne der Kulturen Köln / Kammerspielchen Wuppertal)
- 2012/13: „Liebe, Lügen, Lampenfieber“ (Kammerspielchen Wuppertal & Solingen)
- 2012: „Robin Hood und der Magische Wald“ (Burg Satzvey)
- 2013/14: „Judith“ (Schauspiel Köln)
- 2014, 2015: „Die Asyl Dialoge“ (Bühne für Menschenrechte)
- 2014: „Feedback – Botschaften“ (Orangerie Köln / Theater im Depot Dortmund)
- 2018–22: „Das Wars – Ein Junggesellenabschied nach Plan“[12] (Stratmanns Theater Essen)
- 2019–24: „Die Tanzstunde“[13] (Kammerspiele Wiesbaden)
- 2023: „No Net Hudla“ (Komödie im Marquardt / Bühnen der Stadt Stuttgart)[14]
- 2024: „Biedermann und die Brandstifter“[2] (Altes Schauspielhaus / Bühnen der Stadt Stuttgart)
- 2024–25 „Ein Mann mit Charakter“[15] (Komödie im Marquardt / Bühnen der Stadt Stuttgart)

## Auszeichnungen
(Quelle: Crew United)
- 2021: Für Never again:

Clio Awards (US / Best Student Film)
Andy Awards (US / Best Student Film)
Telly Awards - Gold
- 2021: Kurzfilmwettbewerb - Europa im Film (Jurypreis / Handbook f.a.P.E.W.)
- 2023: Wiesbadener Kulturpreis 2023 (Kammerspiele Wiesbaden)
- 2024: LAZI - Award ("Frame By Frame")